# 지속 가능한 정원 가꾸기

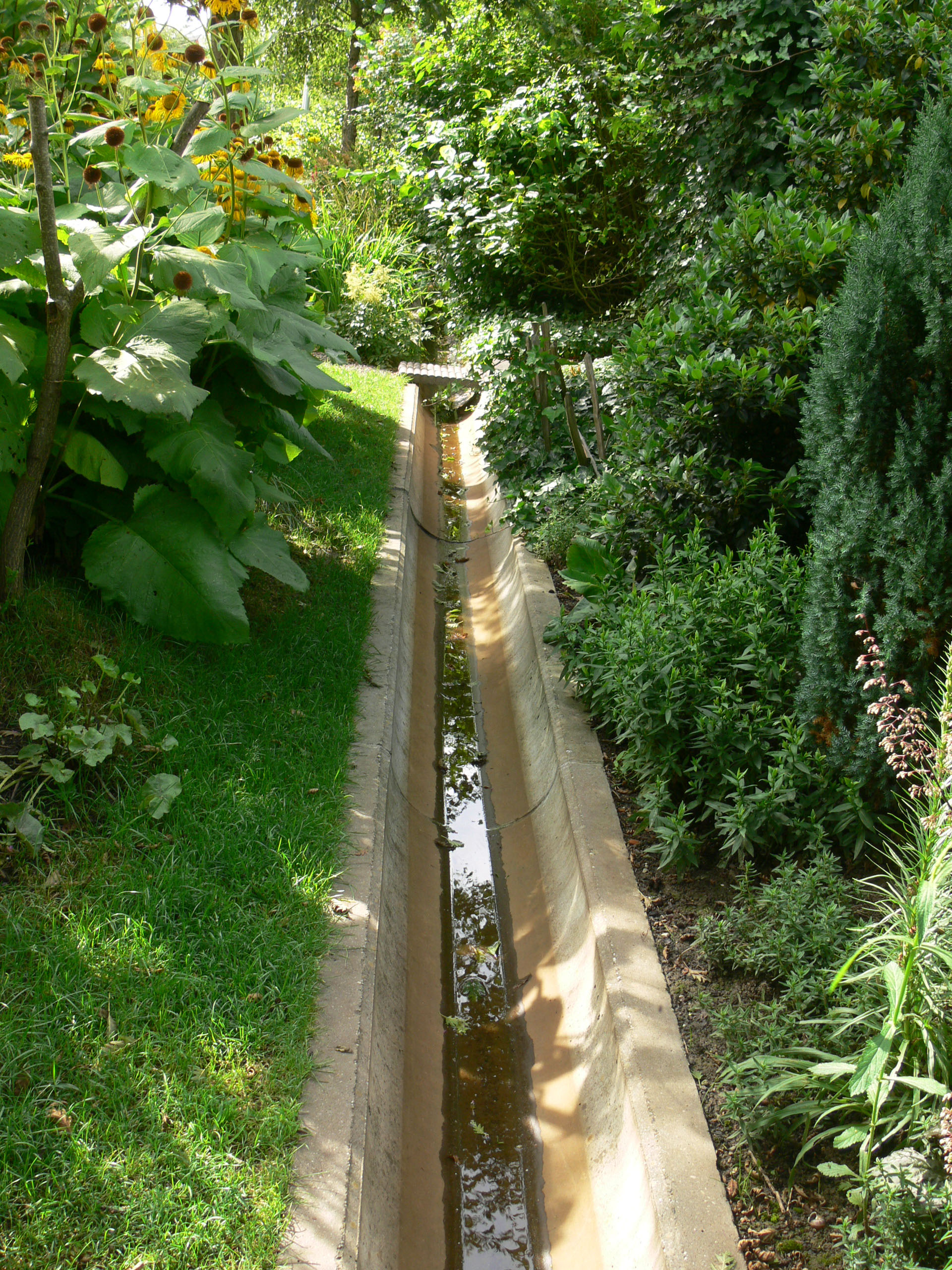

지속 가능한 정원 가꾸기(sustainable gardening)에는 보다 구체적인 지속 가능한 경치, 지속 가능한 조경 디자인, 지속 가능한 조경, 지속 가능한 조경 건축이 포함되어 지속 가능한 장소를 만든다. 이는 인간이 이제 자연이 보충할 수 있는 것보다 더 빠르게 자연 생물물리학적 자원을 사용하고 있다는 점을 다루기 위해 개발된 1980년대 이후 국제 지속 가능한 발전 및 지속 가능성 프로그램과 관련된 목표와 목표를 공유할 수 있는 서로 다른 원예 이해 그룹으로 구성된다.
여기에는 보다 지속 가능한 미래를 만들기 위해 환경적, 사회적, 경제적 요인을 통합하는 가정 정원사, 조경 및 보육 업계 구성원, 지방 자치 단체가 포함된다. 지속 가능한 정원 가꾸기의 이점에는 도시의 신선한 식품과 생물 다양성에 대한 접근성 향상도 포함된다.

## 같이 보기
- 기후변화 완화
- 프로토타입 이론
- 옥상녹화
- 공개공지
- 옥상정원
- 도시 농업
- 건식조경